# Nakajima A6M2-N
Le Nakajima A6M2-N (en japonais, 二式水上戦闘機) est un hydravion de chasse dérivé du chasseur Mitsubishi A6M2 Zéro modèle 11. Le Nakajima A6M2-N fut baptisé Rufe dans le code allié.

## Histoire

### La genèse
La marine impériale japonaise estima nécessaire de posséder un avion de combat de ce type pour être utilisé dans les petites îles du Pacifique où il était impossible de construire des pistes.
La marine émit en 1940 une spécification '15-shi' pour un hydravion de chasse censé appuyer les opérations de conquêtes quand les pistes en dur venaient à manquer. Kawanishi devait fabriquer son N1K1 Kyofu, mais comme il ne pouvait pas arriver à temps, la marine décida de faire transformer en chasseur à flotteurs le récent Mitsubishi A6M2 Zero.

### Une transformation réussie
Nakajima fut choisi pour fabriquer sous licence la cellule conçue par Mitsubishi pour son avion terrestre A6M2 Modèle 11 (premier du nom) qui n'avait pas de saumons d'ailes repliables, apparus sur le modèle 21 (le 11 étant terrestre, le modèle 21 était embarqué). Un gros flotteur central et des ballonnets d'ailes furent rajoutés, tandis que le train d'atterrissage était démonté et son logement masqué par des caches. Le prototype vola en décembre 1941 et fut mis en production aussitôt car les résultats étaient très bons. L'appareil était rapide pour son genre et avait préservé une grande partie de l'exceptionnelle maniabilité du projet de base A6M2.

### En opérations

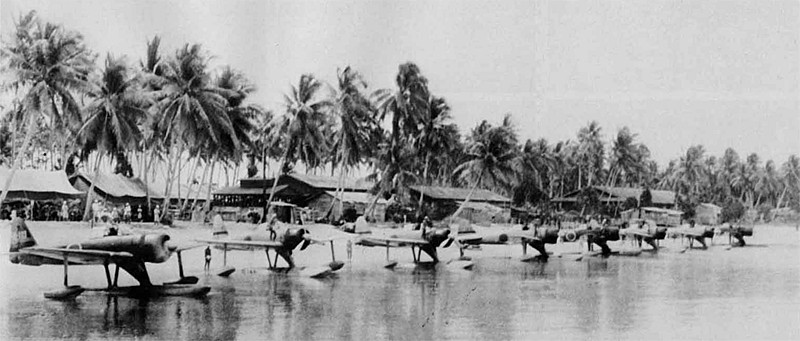
Un groupe de Nakajima A6M2-N dans une île du Pacifique

L'hydravion servit comme intercepteur pour protéger les dépôts de ravitaillement sur les bases de Balikpapan et d'Avon[Où ?] (Indes orientales néerlandaises) et au renforcement de la base de Shumushu (au nord des îles Kouriles) dans la même période. Ces hydro-chasseurs servirent à bord du porte-hydravions Kamikawa Maru dans les îles Salomon et la région des Kouriles, et à bord des raiders japonais Hōkoku Maru et Aikoku Maru, lors des raids dans l'océan Indien, en novembre 1942.

### Au Japon
L'utilisation finale du Rufe a été faite au Japon, où ils ont affronté des Hellcat durant des attaques sur Tokyo, le 7 février 1945, et les autres hydro-chasseurs furent détruits au printemps lors de raids américains effectués sur leur base. Au cours de la dernière année de la guerre, lorsque les bombardiers lourds B-29 américains et les avions de l'US Navy ont débuté les bombardements sur le Japon, les Rufe, aux côtés des Kawanishi N1K1 Kyofu (« Rex »), du Groupe aérien Otsu Kōkūtai, basés sur le lac Biwa dans la région d'Honshū, furent jetés dans la bataille comme intercepteurs pour défendre le centre d'Honshū, et subirent de très lourdes pertes.

### Dans les îles Salomon
Les premiers A6M2-N arrivèrent à Rabaul le 3 juin 1942, et furent transférés à Tulaghi dans les îles Salomon au début juillet, lors de la bataille de la Mer de Corail. Les bombardements furent menés avec des vols à haute altitude par des B-17 et des B-24, dont un B-24 abattu le 10 juillet 1942.
Au cours des combats au-dessus des îles Salomon, en août 1942, les as de l'air de la Marine impériale japonaise, les sergents Kawai et Maruyama abattirent quatre chasseurs Grumman F4F Wildcat américains.
Le 7 août 1942, l'escadre de Yokohama déployée dans les Salomon fut détruite lors d'une attaque effectuée sur la base d'hydravions, par 15 Grumman F4F Wildcat et Douglas SBD Dauntless de l'US Navy venant du porte-avions USS Wasp, durant l'invasion de Guadalcanal.

### Aux îles Aléoutiennes

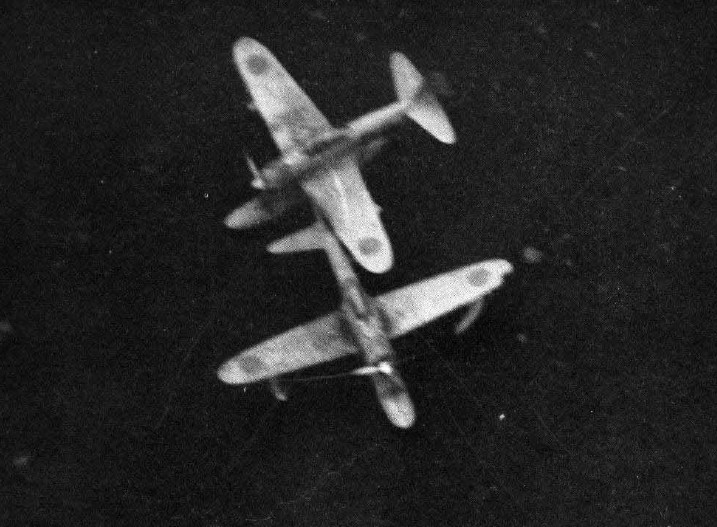
A6M2-Ns à Attu, Alaska.

Le A6M2-N Rufe apparut pour la première fois sur le théâtre des opérations peu de temps après l'invasion des îles Aléoutiennes le 8 juin 1942. Le premier combat entre des A6M-2-N et les forces américaines fut l'interception d'un B-24, le 5 juillet 1942. Le 11 juillet, trois B-17 et sept B-24 furent interceptés, les Japonais revendiquèrent un B-24 endommagé, même si, en fait, ils ont détruit un B-17. D'août 1942 à mars 1943, des affrontements se déroulèrent entre les Rufe basés sur les îles de Kiska, Attu et les avions américains basés à Dutch Harbor. Le pilote de l'aéronavale de 2e classe Yoshiichi Sasaki apparaît comme l'un des pilotes japonais ayant le plus haut score lors de cette campagne, avec 4 victoires personnelles et 5 en coopération. Au cours de la campagne des îles Aléoutiennes, ces hydro-chasseurs furent engagés contre les chasseurs P-38 Lightning et les bombardiers B-17 et B-24. Cependant, ils furent décimés par les chasseurs terrestres américains. Les Rufe servirent alors pour l'entraînement des pilotes de N1K1 quoique rarement utilisés en opérations réelles depuis des lacs au Japon.

### Aux couleurs françaises

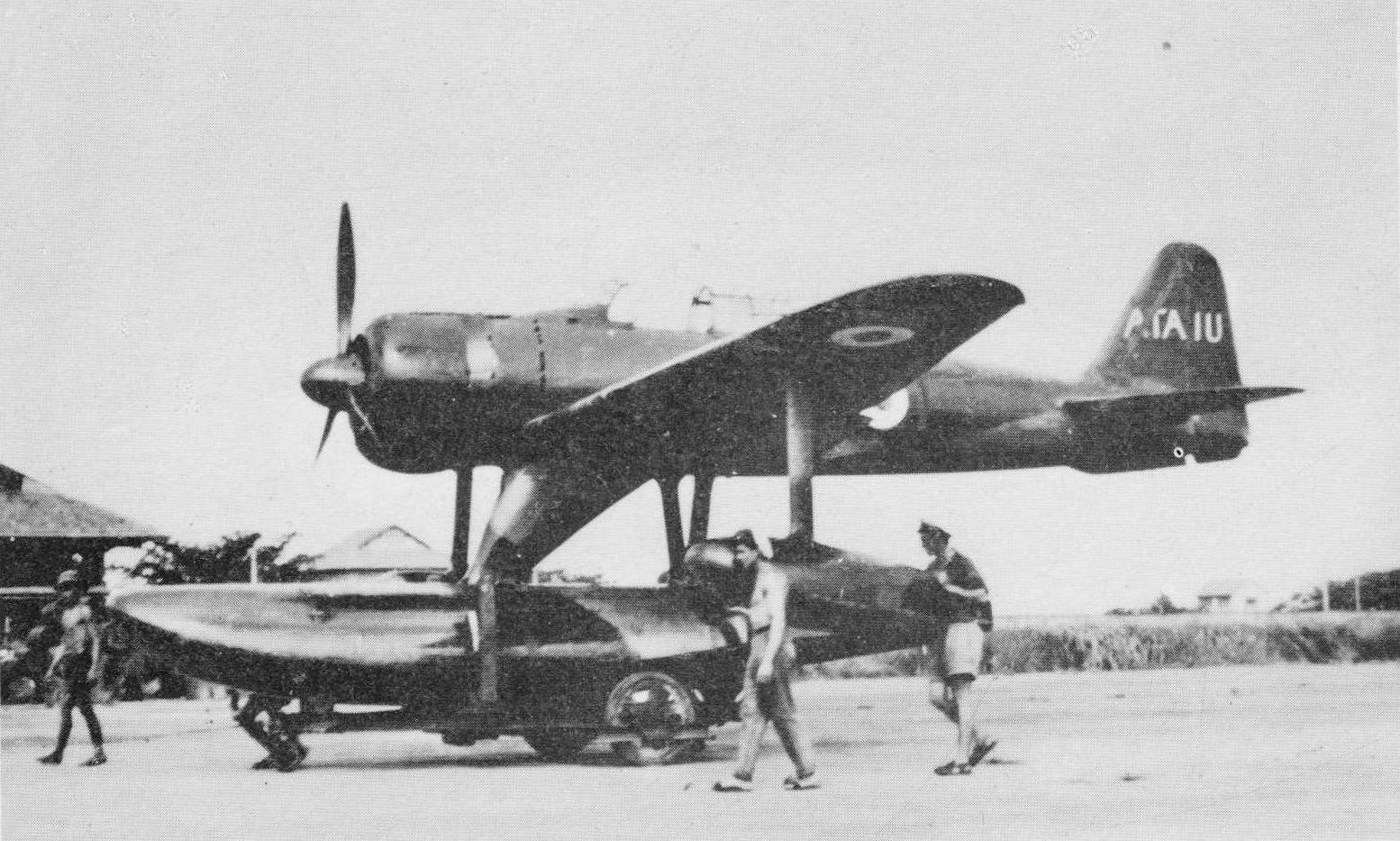
Le Nakajima A6M2-N aux couleurs de l'aéronavale française.

Le dernier Rufe en service fut récupéré par les forces françaises en Indochine après la Seconde Guerre mondiale. En 1945, les Français de l'escadrille 8S basée à Cát Lái, sur un bras de la rivière de Saïgon, utilisèrent avec succès plusieurs hydravions dont 10 Aichi E13A1 « Jake » capturés aux Japonais. Un unique Rufe fut également essayé, mais ce fut un échec : remis en état de vol, l'hydravion décolle le 19 septembre 1946 pour un test de consommation de carburant, piloté par l'enseigne de vaisseau Raymond Hostalier, 26 ans. Après plusieurs passages au-dessus du Jules Verne qui remonte lentement le fleuve, l'hydravion percute l'eau. Le pilote est tué sur le coup. L'état de l'appareil, flotteurs et voilure arrachées, ne permet pas de déterminer les causes de l'accident.

## Unités dotées d'appareils A6M2-N
- Yokohama Kōkūtai (un Kōkūtai est un Groupe aérien)
- Toko Kōkūtai
- Ōtsu Kōkūtai
- Yokosuka Kōkūtai (Le Yokosuka Kōkūtai était une unité d'évaluation technique)
- 11e Kōkū Sentai (un Kōkū Sentai est une Flottille aérienne)
- 5e Kōkū Sentai
- 36e Kōkū Sentai
- 452e Kōkū Sentai
- 934e Kōkū Sentai

## Production
327 exemplaires seulement furent produits, incluant le prototype original, avant que la production ne soit interrompue en septembre 1943.

## Dans la culture populaire
- Le Nakajima A6M2-N apparaît sur les pages 12 et 13 du 15e des albums de la bande dessinée Yoko Tsuno, l'album Le Canon de Kra, de l'auteur Roger Leloup. Il est détenu par un certain Sakamoto, trafiquant d'armes japonais.
- Le Nakajima A6M2-N apparaît dans la série animée Zipang (2004-2006, 26 épisodes), basée à son tour sur la série manga de même titre (2000-2009, en 43 volumes).
- Le Nakajima A6M2-N apparaît dans la scène finale de l'album de bande dessinée Biggles, La 13e Dent du Diable, de l'auteur Michel Oleffe.
- Le Nakajima A6M2-N est l'un des appareils pilotables pour le joueur dans les simulateurs de vol de combat Pacific Fighters (2004) et IL-2 Sturmovik: 1946 (2006).
- On retrouve également le Nakajima A6M2-N dans le MMO War Thunder. L'hydravion, classé comme Chasseur/Hydravion, est disponible au début du tiers II de l'arbre japonais juste avant le N1K1 Kyofu.
- Le Nakajima A6M2-N Rufe est également présent dans le jeu Heroes of the Pacific (2005) en tant qu'aéronef ennemies utilisable en missions dans les forces de l'US Navy après avoir fini la campagne.

## Sources et références
- (en) Cet article est partiellement ou en totalité issu de l’article de Wikipédia en anglais intitulé « Nakajima A6M2-N » (voir la liste des auteurs).

1. ↑  Alain Pelletier, « Les avions japonais à cocardes françaises », Le Fana de l'aviation, no 309,‎ août 1995, p. 14-23.